# 干飯トンネル
座標: 北緯35度53分25.9秒 東経136度1分12.6秒 / 北緯35.890528度 東経136.020167度

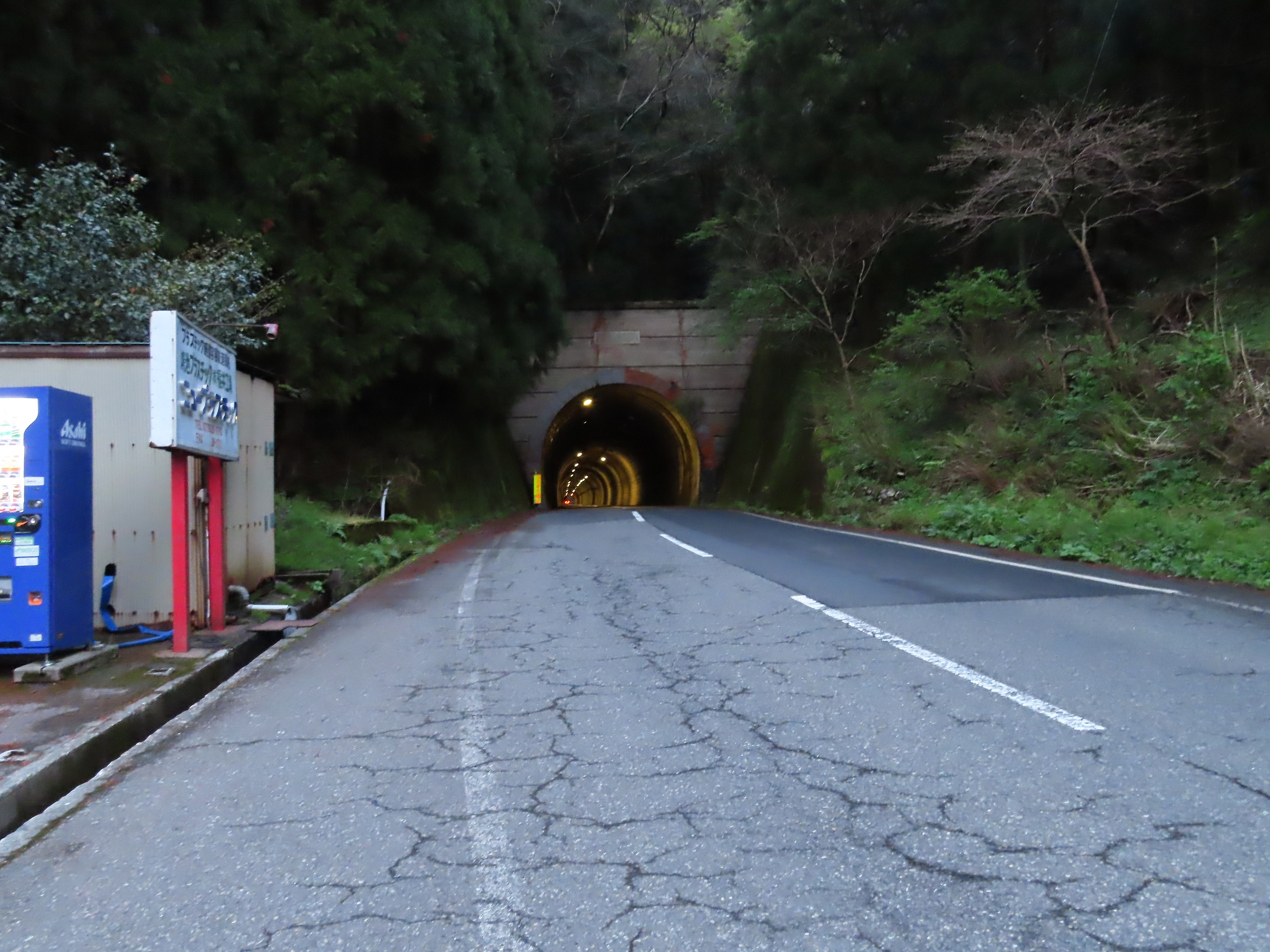
越前町側坑口（2023年4月撮影）

干飯トンネル（かれいトンネル）は、福井県越前市と丹生郡越前町に跨るトンネルである。

## 概要
福井県越前市と同県丹生郡越前町を隔てる米ノ峠の直下を貫くトンネルである。2009年現在福井県道19号に指定されている。米ノ峠は古来からの峠に続く道路が現存しておらず、この干飯トンネルがかつての米ノ峠が果たしてきた役割を担う形となっている。総延長は514m、幅員6.2mと主要地方道のトンネルとしては細い部類に入るトンネルであり、麓から続く道路改良工事がこのトンネルにも及ぶであろうことが予想されているトンネルである。

## 道路状況
トンネル内は照明が少なく、幅員も狭い片側1車線がぎりぎりで確保されている状態のため、非常に閉塞感のあるトンネルとなっている。また越前町側の出口にはロックシェードが取り付けられており、これによりさらに坑内が薄暗くなっている。主要地方道とはいえ通行量はそれほど多くはないが、麓からの道路改良工事が進めば通行する車両が増えることが予想されるトンネルである。

## 所在地
福井県越前市千合谷町 - 福井県丹生郡越前町六呂師